# Tatra 700
Tatra 700 — чешский легковой автомобиль класса люкс с заднемоторной, заднеприводной компоновкой. Выпущен в 1996 году чешской автомобилестроительной компанией Tatra. Представляет собой серьёзно доработанную версию Tatra 613, дизайнер — британец Джордж Уоддл. Последняя модель из ряда легковых автомобилей Tatra с двигателем воздушного охлаждения.

## Характеристика
Tatra 700 выпускалась изначально в виде 4-дверного седана с V-образным 8-цилиндровым бензиновым двигателем воздушного охлаждения объёмом 3,5 л (рабочая температура 90 градусов). В модификации Tatra 700-2 был уже представлен двигатель объёмом 4,3 л с мощностью до 231 л. с., а снаряжённая масса выросла до 1930 кг.
Также существовал созданный в единственном экземпляре вариант Tatra 700 GT с V-образным 8-цилиндровым двигателем мощностью 394 л. с., уменьшенными длиной и высотой, и сниженной на 360 кг массой. Он мог разгоняться до 100 км/ч за 5 секунд и развивать скорость до 316 км/ч.
Эта модель оказалась неконкурентоспособной: всего было выпущено 75 экземпляров. Производство прекратилось в июле 1999 года.